# О’Донис, Колби
Ко́лби О’До́нис Ко́лон (англ. Colby O’Donis Colón; род. 14 марта 1989, Нью-Йорк, США) — американский певец, автор песен, продюсер и гитарист. В 2008 году он представил свой дебютный альбом Colby O, а его сингл «What You Got», записанный вместе с Эйконом, достиг № 14 в Billboard Hot 100. Он участвовал в записи трека «Just Dance» известной американской певицы Леди Гаги. Сингл занимал первые места на Billboard Hot 100 почти 12 месяцев. Через три года отдыха он представил свою новую песню «Lean» 12 августа 2013 года под псевдонимом О’Донис. В 2013 году вышел его второй студийный альбом Start Over.

## Ранняя жизнь
Колби О’Донис родился 14 марта 1989 года в Нью-Йорке, США, в семье из Пуэрто-Рико. Его мать, Ольга, неоднократно получала титул «Мисс Пуэрто-Рико». Отец, Фредди Колон, работает диск-жокеем в одном из нью-йоркских клубов. В детстве О’Донис занял первое место на фестивале исполнения песен Майкла Джексона, когда ему было три с половиной года.

## Музыкальная карьера
Когда О’Донису было 8 лет, его родители переехали во Флориду, где он начал сотрудничать с группой Full Force, которая была создателем некоторых песен Бритни Спирс, ’N Sync и Backstreet Boys. Популярность к Колби пришла в 10 лет, когда он стал самым молодым артистом, когда-либо подписавшим контракт с Motown Records. Одна из его песен была саундтреком к мультипликационному фильму «Стюарт Литтл». Получив репутацию профессионального певца, он начал открывать концерты Рианны, Эйкона, Ne-Yo и Лила Уэйна.

### 2008—2013:Colby O
Релиз первого сингла О’Дониса «What You Got» состоялся 26 февраля 2008 года, а второй сингл «Don’t Turn Back» был представлен публике 24 июня. Оба сингла были доступны для покупки на iTunes Store. В 2008 году О’Донис был номинирован на «Грэмми» как содействующий артист за песню «Just Dance» в категории «Лучшая танцевальная запись».

### 2013 год:Start Over
В августе 2013 года Колби вышел на публику под именем О’Донис и выпустил свой второй альбом под названием Start Over. Первый сингл с альбома «Lean» был выпущен 12 августа 2013 года.

## Дискография
- Colby O (2008)
- Start Over (2013)